# Stipa daghestanica
Stipa daghestanica là một loài thực vật có hoa trong họ Hòa thảo. Loài này được Grossh. miêu tả khoa học đầu tiên năm 1919.